# Sigifred de Luxemburg
Sigifred, nascut vers 922 i mort el 998, fou el primier comte d'un territori que després fou el comtat de Luxemburg. Era segurament el fill de Wigeric de Bidgau, comte de Bigdau i Mithengau, i comte palatí de Lotaríngia, i de Cunegunda de França, neta del carolingi Lluís II el Tartamut.

## Ascendència
La majoria dels autors pensen que Sigifred era el fill de Wigeric de Bidgau. Aquesta filiació és deduïda d'un quadre genealògic aixecat al segle XI per tal de lligar al llinatge carolingi una filla de Sigifred, Cunegunda de Luxemburg, dona del rei Enric II d'Alemanya. Aquest quadre indica com a mare de Sigifred a Cunegunda de França, filla d'Ermentruda i neta de Lluís II de França; com que l'esposa de Wigeric es deia igualment Cunegunda s'ha suposat que es tracta de la mateixa persona.
Altres arguments sostenen aquesta tesi. En un diploma a favor de l'església Saint-Lambert de Lieja, el rei Carles III de França designa nepotem al bisbe Adalberó I de Metz. Si la germana de Carles III, Ermentruda, era l'àvia d'Adalberó, l'ús d'aquest terme pot ser explicat, fins i tot si les seves significacions més corrents són «nebot» (en el sentit estricte) i « net », ja que Charles el Simple no tenia germana o filla anomenada Cunegunde. Léon Vanderkindere discuteix no obstant aquest argument i avança que nepos podria simplement significar «cosí».
Els noms utilitzats per la descendència de Sigifred es troben igualment a la casa de les Ardenes: Sigifred té així filles anomenades Cunegunda i Liutgarda i fills anomenats Adalberó, Frederic i Giselbert.
Una carta de 985 de Gerbert d'Aurillac a l'emperadriu Théophano Skleraina menciona un comte Sigefroid en tant que patruus, és a dir «oncle patern», de Godofreu el Captiu. Aquest comte Sigefroid seria doncs un germà de Gozlí o Goteló de Bidgau (duc de Lotaríngia), i doncs un fill de Wigeric.
Finalment, és possible que Sigefroid sigui la mateixa persona que el Sigebert mencionat a diversos documents com el germà de Gozlí.
Tanmateix, la cronologia s'oposa a aquesta genealogia. Adalberó va esdevenir bisbe el 929; fins i tot suposant que no tingués llavors més que vint anys i que hagués nascut el 909, la seva mare Cunegunda hauria d'haver nascut a tot tardar el 892 i la seva àvia Ermentruda, sempre admetent un matrimoni molt precoç, el 876. Són en això límits extremadament estrets i que semblen poc versemblant. Ara bé Lluís II de França havia tingut una primera esposa, Ansgarda de Borgonya, que el seu pare li va obligar a repudiar. És doncs bastant poc versemblant que Ermentruda hagués nascut abans de 878. El nepos de Carles el Simple no pot doncs ser el net de la seva germana; es pot en canvi veure en ell un cosí.
La solució seria llavors de suposar l'existència de dues Cunegunda. Aquella mencionada en la genealogia de l'emperadriu Cunegunda de Luxemburg seria bé la mare de Sigifred (que no va morir fins al 998) i la neta de Lluís II de França, però no l'esposa de Wigeric de Bidgau. L'altra Cunegunda, esposa de Wigéric, tindria igualment avantpassats il·lustres. La Vita Johannis Gorziensis, escrita el 980, indica que Adalberó I de Metz era de sang reial tant del costat patern com del costat matern, però el text indica que aquest origen remuntava a un passat molt més llunyà.
Un altre argument és l'antagonisme constant que va existir entre els descendents de Wigeric i els de Sigifred: se sap que l'emperador Enric III del Sacre Imperi Romanogermànic, en la seva lluita contre Godofreu el Barbut, es va aliar amb Frederic de Baixa Lotaríngia i li va confiar el ducat de Baixa Lotaríngia; i ja abans sota Enric II del Sacre Imperi Romanogermànic, Godofreu I de Baixa Lotaríngia fou cridat a lluitar contra el comte Gerard III de Metz, que s'havia casat amb Eva, filla de Sigifred. En el Methingau i el Bidgau, Sigifred mateix va engrandir els seus dominis a costa dels de Godofreu I de Verdun el Captiu. En cap d'aquestes circumstàncies els cronistes assenyalen cap parentiu entre els adversaris en lluita. Una de les característiques més sorprenents de l'alta edat mitjana era en canvi l'estreta solidaritat dels membres dels grans llinatges senyorials.
D'altra banda es van concertar diversos matrimonis entre descendents de Sigifred i de Wigeric, Frederic, fill de Sigifred, es va casar amb una neta d'una Gerberga. Léon Vanderkindere pensa que aquesta Gerberga era probablement una fille de Gozlí o Goteló de Bidgau, i probablement almenys d'un parentiu proper amb Godofreu I de Verdun però aquest argument falla si considerem a Gerberga com una germana del vi-duc de la Baixa Lotaríngia, Godofreu i filla d'un altre Godofreu.
Cal considerar també l'edat dels fills de Sigifred. Wigeric hauria mort vers el 919. La data més reculada a la que es pot fixar el naixement de Sigifred si fou fill de Wigeric, no podria estar allunyada del 919. Rl seu fill Frederic va morir el 1019; el seu fill Enric, duc de Baviera, el 1026; el seu fill Thierry II de Metz el 1047; Cunegunda, esposa d'Enric II, nascuda previsiblement després del 978, va viure fins al 1033; Giselbert, fill de Sigifred, fou mort a Pavia, encara jove, el 1004, i Adalberó de Trèveris era qualificat el 1008 per Thietmar com un «home jove encara no madur» (immaturus juvenis). Tots aquestos fills haurien d'haver nascut entre 955 i 980, i és menys probable que el seu pare, que hauria nascut el 919 o abans, tingués fills a avançada edat. La primera menció que hi ha de Sigefred es remunta al 959. El problema cronològic pot quedar resolt no obstant si es suposa que Sigifred es va casar tardanament (quan tenia uns quaranta ans) amb una dona força més jove, que hauria tingut fills entre el 20 i els 40 anys quan el seu marit etnia entre 40 i 60; s'ha de suposar també que va morir amb més de 80 anys i que els seus fills també van ser longeus.
En una carta datada el 1037, Adalberó de Trèveris nomena una Judit, esposa del duc Adalbert, com la seva tia paterna (amita). Caldria veure en ella doncs una germana del comte de Luxemburg Sigifred; aquesta Judit feia encara el 1037 une donació à Saint-Mathieu, prop de Trèveris. Hauria doncs viscut massa tard per ser considerada com filla de Wigeric; no obstant la carta d'Adalberó no és autèntica doncs Adalbert no era pas duc el 1037 i d'altra banda Judit podria haver nascut d'un segon matrimoni d'Hedwiga, esposa de Sigifred.
S'ha suggerit a vegades que Sigifred podria haver bascut d'un tercer matrimoni de Cunegunda de França concertat després de la mort del comte Ricuí de Verdun el 923.
Sigifred tenia béns a l'Alta Lotaríngia (que hauria rebut del seu suposat pare Wigeric de Bidgau). Per protegir-los eficaçment va fer construir el 963 al centre dels seus dominis, una fortalesa que fou el castell de Luzxemburg. Una vila va sorgir ràpidament entorn del castell.
Portava el títol de comte però no fou fins al temps d'un dels seus descendents, Guillem I de Luxemburg, que es va adoptar oficialment el títol de comte de Luxemburg. Fou també protector de les abadiees de Saint-Maximin de Trèveris i de Saint-Willibrord d'Echternach.

## Matrimoni i fills
Es va casar vers 950 amb Hedwiga o Edwigis de Nordgau (937 † 992), neta d'Eberard IV de Nordgau amb la que va tenir:
- Enric V de Baviera, dit Enric I el Vell de Luxemburg († 1026)
- Sigifred, citat el 985
- Frederic († 1019), comte al Moselgau
- Thierry o Teodoric II († 1047), bisbe de Metz
- Adalberó († 1037), canonge, elegit el 1008 arquebisbe de Tèveris
- Gislebert († 1004), comte al Moselgau
- Cunegunda, casada amb Enric II del Sacre Imperi Romanogermànic
- Eva, casada a Gerard III de Bouzonville,[5] comte de Metz
- Luitgarda, casada amb Arnold I, comte d'Holanda
- una filla, casada a Thietmar, marcgravia de la Marca Oriental de Saxònia